# 三斯堂
三斯堂位于江西省上饶市婺源县（旧属安徽省徽州府）浙源乡凤山村。
三斯堂建于明末清初，是一座规模宏大、豪华的七品府第，占地560平方米，门前设三级台阶，内部有2个前院、72个门口、7个正堂、12个天井，室内铺石板。
三斯堂作为凤山村古建群的子项目，已列为婺源县文物保护单位。